# Bathytricha exitiosa
Bathytricha exitiosa là một loài bướm đêm trong họ Noctuidae.